# Paweł Sapieha (1781–1855)
Paweł Sapieha herbu Lis (ur. 1781, zm. 2 stycznia 1855) – wojskowy polski, radca Rady Departamentowej departamentu warszawskiego Księstwa Warszawskiego z powiatu warszawskiego w 1811 roku.
Był synem Franciszka Ksawerego (wojewody smoleńskiego) i Teresy z Suffczyńskich. Kawaler maltański, służył w armii francuskiej, gdzie w 1807 otrzymał stopień podpułkownika. Przez pewien czas pozostawał w sztabie księcia Józefa Poniatowskiego. W 1849 roku mianowany marszałkiem szlachty guberni augustowskiej.
Od 1808 należał do loży masońskiej Braci Polaków Zjednoczonych. W kwietniu 1809 został odznaczony orderem Legii Honorowej.
W 1806 poślubił Pelagię Różę z Potockich, córkę Szczęsnego Potockiego, rozwiedzioną z Franciszkiem Sapiehą, generałem artylerii litewskiej. Pelagia wniosła mu do majątku dobra Wysokie Litewskie. Miał dwóch synów (Ksawerego i Leona). Siostra żony Idalia wyszła za mąż za brata Pawła Sapiehy, Mikołaja.